# Giro di Turchia 2018
Il Giro di Turchia 2018, cinquantaquattresima edizione della corsa, valido come trentacinquesima prova dell'UCI World Tour 2018, si svolse in 6 tappe dal 9 al 14 ottobre 2018 su un percorso di 950 km, con partenza da Konya e arrivo a Istanbul, in Turchia. La vittoria fu appannaggio dello spagnolo Eduard Prades, che terminò la gara in 22h26'16" precedendo il kazako Aleksej Lucenko e l'australiano Nathan Haas.
Al traguardo di Istanbul 135 ciclisti, su 138 partiti da Konya, portarono a termine la competizione.

## Tappe
| Tappa  | Data       | Percorso           | km    | Vincitore di tappa  | Leader cl. generale |
| ------ | ---------- | ------------------ | ----- | ------------------- | ------------------- |
| 1ª     | 9 ottobre  | Konya > Konya      | 149,7 | Maximiliano Richeze | Maximiliano Richeze |
| 2ª     | 10 ottobre | Alanya > Adalia    | 154,1 | Sam Bennett         | Sam Bennett         |
| 3ª     | 11 ottobre | Fethiye > Marmaris | 137   | Sam Bennett         | Sam Bennett         |
| 4ª     | 12 ottobre | Marmaris > Selçuk  | 206,7 | Aleksej Lucenko     | Aleksej Lucenko     |
| 5ª     | 13 ottobre | Selçuk > Manisa    | 136,5 | Álvaro Hodeg        | Aleksej Lucenko     |
| 6ª     | 14 ottobre | Bursa > Istanbul   | 166   | Sam Bennett         | Eduard Prades       |
| Totale | Totale     | Totale             | 950   |                     |                     |

## Squadre e corridori partecipanti
| N.    | Cod. | Squadra              |
| ----- | ---- | -------------------- |
| 1-7   | UAD  | UAE Team Emirates    |
| 11-17 | AST  | Astana Pro Team      |
| 21-27 | TBM  | Bahrain-Merida       |
| 31-37 | BMC  | BMC Racing Team      |
| 41-47 | BOH  | Bora-Hansgrohe       |
| 51-57 | QST  | Quick-Step Floors    |
| 61-67 | TKA  | Team Katusha Alpecin |
| 71-77 | SUN  | Team Sunweb          |
| 81-87 | TFS  | Trek-Segafredo       |
| 91-97 | BBH  | Burgos-BH            |

| N.      | Cod. | Squadra                       |
| ------- | ---- | ----------------------------- |
| 101-107 | CJR  | Caja Rural-Seguros RGA        |
| 111-117 | CCC  | CCC Sprandi Polkowice         |
| 121-127 | DMP  | Delko Marseille Provence KTM  |
| 131-137 | EUS  | Euskadi Basque Country-Murias |
| 141-147 | GAZ  | Gazprom-RusVelo               |
| 151-157 | MZN  | Manzana Postobón Team         |
| 161-167 | SVB  | Sport Vlaanderen-Baloise      |
| 171-177 | WVA  | WB Aqua Protect Veranclassic  |
| 181-187 | WIL  | Wilier Triestina-Selle Italia |
| 191-197 | TUR  | Turchia                       |

## Dettagli delle tappe

### 1ª tappa
- 9 ottobre: Konya > Konya – 149,7 km

Risultati
| Pos. | Corridore           | Squadra    | Tempo    |
| ---- | ------------------- | ---------- | -------- |
| 1    | Maximiliano Richeze | Quick-Step | 3h29'14" |
| 2    | Sam Bennett         | Bora       | s.t.     |
| 3    | Jempy Drucker       | BMC        | s.t.     |

| Pos. | Corridore           | Squadra    | Tempo    |
| ---- | ------------------- | ---------- | -------- |
| 1    | Maximiliano Richeze | Quick-Step | 3h29'04" |
| 2    | Sam Bennett         | Bora       | a 4"     |
| 3    | Jempy Drucker       | BMC        | a 6"     |

### 2ª tappa
- 10 ottobre: Alanya > Adalia – 154,1 km

Risultati
| Pos. | Corridore       | Squadra    | Tempo    |
| ---- | --------------- | ---------- | -------- |
| 1    | Sam Bennett     | Bora       | 3h24'37" |
| 2    | Álvaro Hodeg    | Quick-Step | s.t.     |
| 3    | Simone Consonni | UAE        | s.t.     |

| Pos. | Corridore           | Squadra    | Tempo    |
| ---- | ------------------- | ---------- | -------- |
| 1    | Sam Bennett         | Bora       | 6h53'35" |
| 2    | Maximiliano Richeze | Quick-Step | a 6"     |
| 3    | Jempy Drucker       | BMC        | a 12"    |

### 3ª tappa
- 11 ottobre: Fethiye > Marmaris – 137 km

Risultati
| Pos. | Corridore           | Squadra    | Tempo    |
| ---- | ------------------- | ---------- | -------- |
| 1    | Sam Bennett         | Bora       | 3h16'27" |
| 2    | Maximiliano Richeze | Quick-Step | s.t.     |
| 3    | John Degenkolb      | Trek       | s.t.     |

| Pos. | Corridore           | Squadra    | Tempo     |
| ---- | ------------------- | ---------- | --------- |
| 1    | Sam Bennett         | Bora       | 10h09'52" |
| 2    | Maximiliano Richeze | Quick-Step | a 10"     |
| 3    | John Degenkolb      | Trek       | a 22"     |

### 4ª tappa
- 12 ottobre: Marmaris > Selçuk – 206,7 km

Risultati
| Pos. | Corridore       | Squadra | Tempo    |
| ---- | --------------- | ------- | -------- |
| 1    | Aleksej Lucenko | Astana  | 5h24'22" |
| 2    | Diego Ulissi    | UAE     | s.t.     |
| 3    | Eduard Prades   | Euskadi | s.t.     |

| Pos. | Corridore       | Squadra | Tempo     |
| ---- | --------------- | ------- | --------- |
| 1    | Aleksej Lucenko | Astana  | 15h34'30" |
| 2    | Diego Ulissi    | UAE     | a 4"      |
| 3    | Eduard Prades   | Euskadi | a 6"      |

### 5ª tappa
- 13 ottobre: Selçuk > Manisa – 136,5 km

Risultati
| Pos. | Corridore      | Squadra    | Tempo    |
| ---- | -------------- | ---------- | -------- |
| 1    | Álvaro Hodeg   | Quick-Step | 3h15'12" |
| 2    | John Degenkolb | Trek       | s.t.     |
| 3    | Nathan Haas    | Katusha    | s.t.     |

| Pos. | Corridore       | Squadra | Tempo     |
| ---- | --------------- | ------- | --------- |
| 1    | Aleksej Lucenko | Astana  | 18h49'42" |
| 2    | Nathan Haas     | Katusha | a 4"      |
| 3    | Diego Ulissi    | UAE     | s.t.      |

### 6ª tappa
- 14 ottobre: Bursa > Istanbul – 166 km

Risultati
| Pos. | Corridore     | Squadra | Tempo    |
| ---- | ------------- | ------- | -------- |
| 1    | Sam Bennett   | Bora    | 3h36'28" |
| 2    | Eduard Prades | Euskadi | a 6"     |
| 3    | Jempy Drucker | BMC     | s.t.     |

| Pos. | Corridore       | Squadra | Tempo     |
| ---- | --------------- | ------- | --------- |
| 1    | Eduard Prades   | Euskadi | 22h26'16" |
| 2    | Aleksej Lucenko | Astana  | s.t.      |
| 3    | Nathan Haas     | Katusha | a 4"      |

## Evoluzione delle classifiche
| Tappa              | Vincitore           | Classifica generale Maglia turchese | Classifica a punti Maglia verde | Classifica scalatori Maglia rossa | Classifica sprint intermedi Maglia bianca | Classifica a squadre     |
| ------------------ | ------------------- | ----------------------------------- | ------------------------------- | --------------------------------- | ----------------------------------------- | ------------------------ |
| 1ª                 | Maximiliano Richeze | Maximiliano Richeze                 | Maximiliano Richeze             | Beñat Txoperena                   | Onur Balkan                               | Quick-Step Floors        |
| 2ª                 | Sam Bennett         | Sam Bennett                         | Sam Bennett                     | Beñat Txoperena                   | Onur Balkan                               | Sport Vlaanderen-Baloise |
| 3ª                 | Sam Bennett         | Sam Bennett                         | Sam Bennett                     | Beñat Txoperena                   | Onur Balkan                               | Sport Vlaanderen-Baloise |
| 4ª                 | Aleksej Lucenko     | Aleksej Lucenko                     | Sam Bennett                     | Aldemar Reyes                     | Onur Balkan                               | BMC Racing Team          |
| 5ª                 | Álvaro Hodeg        | Aleksej Lucenko                     | Sam Bennett                     | Aldemar Reyes                     | Onur Balkan                               | BMC Racing Team          |
| 6ª                 | Sam Bennett         | Eduard Prades                       | Sam Bennett                     | Grega Bole                        | Onur Balkan                               | BMC Racing Team          |
| Classifiche finali | Classifiche finali  | Eduard Prades                       | Sam Bennett                     | Grega Bole                        | Onur Balkan                               | BMC Racing Team          |

Maglie indossate da altri ciclisti in caso di due o più maglie vinte
- Nella 2ª tappa Sam Bennett ha indossato la maglia verde al posto di Maximiliano Richeze.
- Nella 3ª tappa Álvaro Hodeg ha indossato la maglia verde al posto di Sam Bennett.
- Nella 4ª tappa Maximiliano Richeze ha indossato la maglia verde al posto di Sam Bennett.

## Classifiche finali

### Classifica generale - Maglia turchese
| Pos. | Corridore       | Squadra    | Tempo     |
| ---- | --------------- | ---------- | --------- |
| 1    | Eduard Prades   | Euskadi    | 22h26'16" |
| 2    | Aleksej Lucenko | Astana     | s.t.      |
| 3    | Nathan Haas     | Katusha    | a 4"      |
| 4    | Diego Ulissi    | UAE        | s.t.      |
| 5    | Fabio Felline   | Trek       | a 9"      |
| 6    | Ruben Guerreiro | Trek       | a 10"     |
| 7    | Delio Fernández | Delko Mar. | s.t.      |
| 8    | Matteo Fabbro   | Katusha    | s.t.      |
| 9    | Mauro Finetto   | Delko Mar. | s.t.      |
| 10   | Nicolas Roche   | BMC        | s.t.      |

### Classifica a punti - Maglia verde
| Pos. | Corridore           | Squadra    | Punti |
| ---- | ------------------- | ---------- | ----- |
| 1    | Sam Bennett         | Bora       | 71    |
| 2    | Álvaro Hodeg        | Quick-Step | 41    |
| 3    | Jempy Drucker       | BMC        | 38    |
| 4    | Maximiliano Richeze | Quick-Step | 37    |
| 5    | Nathan Haas         | Katusha    | 37    |

### Classifica scalatori - Maglia rossa
| Pos. | Corridore        | Squadra      | Punti |
| ---- | ---------------- | ------------ | ----- |
| 1    | Grega Bole       | Bahrain-Mer. | 16    |
| 2    | Aldemar Reyes    | Manzana      | 16    |
| 3    | Beñat Txoperena  | Euskadi      | 11    |
| 4    | Kenneth Van Rooy | Sport Vl.    | 6     |
| 5    | Aleksej Lucenko  | Astana       | 5     |

### Classifica sprint intermedi - Maglia bianca
| Pos. | Corridore        | Squadra    | Punti |
| ---- | ---------------- | ---------- | ----- |
| 1    | Onur Balkan      | Turchia    | 15    |
| 2    | Paweł Cieślik    | CCC        | 5     |
| 3    | Iljo Keisse      | Quick-Step | 5     |
| 4    | Muhammed Atalay  | Turchia    | 5     |
| 5    | Thomas Sprengers | Sport Vl.  | 3     |

### Classifica a squadre
| Pos. | Squadra                  | Tempo     |
| ---- | ------------------------ | --------- |
| 1    | BMC Racing Team          | 67h19'18" |
| 2    | Team Katusha Alpecin     | a 23"     |
| 3    | Trek-Segafredo           | a 45"     |
| 4    | Manzana Postobón Team    | a 1'01"   |
| 5    | Sport Vlaanderen-Baloise | a 1'30"   |